# Kościoły ewangelicko-unijne

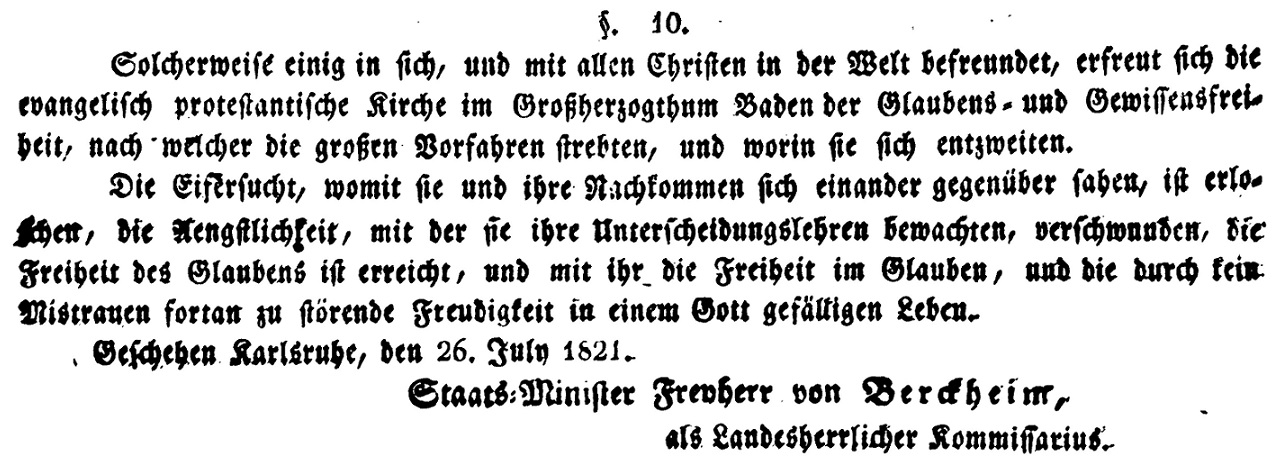
Słowa zamykające dokument z 26 lipca 1821 r. o unii kościołów luterańskiego i ewangelicko-reformowanego w Wielkim Księstwie Badenii (po niemiecku)

Kościoły ewangelicko-unijne – Kościoły protestanckie powstałe na mocy unii kościelnych. Tworzone są z połączenia Kościołów wywodzących się z pokrewnych lub różnych tradycji protestanckich. Początkowo zjawisko unii dotyczyło głównie zjednoczenia Kościoła ewangelicko-augsburskiego (luterańskiego) i Kościoła ewangelicko-reformowanego (kalwińskiego) w jeden Kościół krajowy.

## Historia
Pierwszym protestanckim aktem zjednoczeniowym na świecie była zgoda sandomierska, zawarta w 1570 roku. Dotyczyła ona Kościołów luterańskiego, kalwińskiego i czeskobraterskiego w Rzeczypospolitej Obojga Narodów. Unia ta nie przetrwała długo, ale stała się wzorem do naśladowania dla innych wspólnot.
W XVIII wieku idee Kościoła unijnego głosił Nikolaus von Zinzendorf i wspierana przez niego Ewangelicka Jednota Braterska. Za właściwy początek rozwoju Kościołów ewangelicko-unijnych przyjmuje się jednak 1817 rok, gdy król pruski Fryderyk Wilhelm III Hohenzollern odgórnie zarządził zjednoczenie w Królestwie Prus wszystkich zborów ewangelickich pod jedną administracją (Ewangelicki Kościół Unii Staropruskiej) i wprowadził ujednolicony dla kalwinistów i luteran porządek nabożeństw.
Największy rozkwit protestanckich unii kościelnych nastąpił w XX wieku, a zwłaszcza po zakończeniu II wojny światowej. Najczęściej były to zjednoczenia w ramach jednej wspólnoty Kościołów tradycji ewangelicko-reformowanej. Prym wiodły tutaj wspólnoty prezbiteriańskie, metodystyczne i kongregacjonaliści.

## Przykładowe kościoły ewangelicko-unijne

### Afryka
- Zjednoczony Kościół Zambii

### Ameryka Północna
- Zjednoczony Kościół Kanady
- Zjednoczony Kościół Chrystusa

### Azja
- Kościół Chrystusowy w Tajlandii
- Kościół Południowych Indii
- Kościół Północnych Indii

### Australia i Oceania
- Kościół Zjednoczony w Australii

### Europa
- Ewangelicki Kościół Czeskobraterski
- Kościół Ewangelicki Berlina, Brandenburgii i śląskich Górnych Łużyc
- Kościół Ekumeniczny w Szwecji
- Kościół Ewangelicki Waldensów
- Zjednoczony Kościół Protestancki Francji
- Zjednoczony Kościół Protestancki w Belgii